# Biocronologia
La biocronologia és la part de la Paleontologia que estudia quan van viure les entitats paleobiològiques (éssers ja extingits que coneixem pels seus fòssils), la seva ordenació temporal i la datació d'esdeveniments biòtics del passat. També s'anomena biocronologia a l'estimació de l'edat biològica (ontogènica) dels individus actuals o pretèrits, és la Biocronologia Biològica. Hi pot haver confusió entre els termes biocronologia i bioestratigrafia, però la biocronologia s'ocupa de fòssils o de les entitats biològiques que van viure en el passat, mentre que la bioestratigrafia es refereix als cossos de roca que contenen fòssils. Conjuntament amb la tafonomia i la paleobiologia, la biocronologia és una de les tres divisions de la Paleontologia.
En biocronologia, l'ordenació temporal de tàxons extints es basa en els processos irreversibles filogenètics (evolutius). Les dades seran més precises com més línies filogenètiques diferents puguin analitzar-se en el conjunt d'associacions que es comparin. Aquestes relacions es contrasten amb les dades aportades per la bioestratigrafia (superposició física o successió topològica dels fòssils als estrats) i les datacions absolutes per radioisòtops.
Un altre aspecte de l'establiment de successions biocronològiques és la informació aportada per la tafonomia, que estableix criteris de successió temporal per a fòssils reelaborats (reworked fossils, aquells que han estat remobilitzats del seu emplaçament original, per erosió i acumulació secundària, i els trobem barrejats amb fòssils més joves en capes més recents), fins i tot identificant fòssils d'intervals temporals dels quals localment no existeix registre estratigràfic.

## Unitats biocronològiques
La caracterització de successions i unitats biocronològiques és necessària a causa que la major part de les roques sedimentàries no són datables directament per mitjans radiomètrics i cal recórrer al registre fòssil i a les correlacions estratigràfiques per inferir la seva edat. D'altra banda en algunes circumstàncies és freqüent la dificultat de necessitar la successió de les unitats bioestratigràfiques, a causa que els jaciments fossilífers estan molt allunyats els uns dels altres o a causa que la successió estratigràfica està alterada i emmascarada (llacunes, repeticions, inversions, etc.) per la fracturació i plegament regional (cas relativament habitual en roques paleozoiques) i, per tant, no és possible assegurar la posició temporal relativa entre ells aplicant el principi de superposició dels estrats. Així s'han definit, per exemple, zones o unitats de trilobites per al Cambrià o de mamífers a les conques continentals cenozoiques, la successió temporal del qual s'infereix de l'estat evolutiu de diferents línies filogenètiques.
La durada d'un tàxon o conjunt de tàxons en valors absoluts és el biocron i l'equivalent bioestratigràfic és la biozona.